# Ahigal de los Aceiteros
Ahigal de los Aceiteros – gmina w Hiszpanii, w prowincji Salamanka, w Kastylii i León, o powierzchni 27,93 km². W 2011 roku gmina liczyła 138 mieszkańców.